# Matthijs Sienot
Matthijs Sienot (Kampen, 7 maart 1972) is een Nederlands voormalig  politicus namens D66.

## Biografie
Sienot werkte bij Microsoft was mede-oprichter en publicist bij de website hetkanwel.nl. 
Tussen 2014 en 2017 was Sienot gemeenteraadslid in Utrecht. Hij was woordvoerder duurzaamheid, energie, openbare ruimte en groen.
Op 31 oktober 2017 werd hij geïnstalleerd als lid van de Tweede Kamer, waar hij eerst het woord voerde over wegen en mobiliteit, openbaar vervoer, scheepvaart en water. Sinds 2018 is hij verantwoordelijk voor de portefeuille klimaat en energie. 
Op 10 november 2020 maakte Sienot bekend niet meer terug te keren in de Tweede Kamer na de verkiezingen van 17 maart 2021. Op 30 maart 2021 nam hij afscheid van de Tweede Kamer.
- Parlement.com: vk9nfut9zbz6